# 차이니스 체커
차이니스 체커(Chinese Checker→중국식 체커)는 2~6인이 할 수 있는 보드 게임으로, 다윗의 별 모양의 놀이판에서 움직인다.

## 역사와 이름
차이니스 체커는 이름과는 달리, 중국 혹은 아시아 지역에서 개발된 것이 아니고, 체커와도 관련이 없다. 1893년 독일에서 할마(Halma)라는 게임을 변형하여 '독일어: Stern-Halma'라는 이름으로 개발된 것이 시초이다. 그러나 미국에 건너올 때 처음 소개된 것이 아시아계 이민들이었기 때문에 중국식 체커라는 이름이 된 것으로 보인다.

## 놀이판의 모양
놀이판의 모양은 주로 다음 두 가지가 있으며 규칙도 약간 다르다.

영어권에서 주로 사용되는 놀이판
독일을 비롯한 유럽 및 일본과 대한민국에서 주로 사용되는 놀이판

## 같이 보기
- 체커
- 다이아몬드 게임